# Cheirurina
Sous-ordre
Les Cheirurina sont un sous-ordre de trilobites, arthropodes marins aujourd'hui disparus, rattaché à l'ordre des Phacopida.

## Description
À la différence de la plupart des Phacopida, certains genres des Cheirurina ont des yeux de petite taille, voire absents.

## Stratigraphie
Ce sous-ordre de trilobites a vécu de l'Ordovicien au Dévonien,,.

## Liste des super-familles et familles
Selon BioLib (23 février 2021) :
- super-famille † Cheiruroidea
  - famille †Cheiruridae Salter, 1864
  - famille †Encrinuridae Angelin, 1854
  - famille †Pilekiidae Sdzuy, 1955
  - famille †Pliomeridae Raymond, 1913

## Publication originale
- (en) Horacio J. Harrington et Armando F. Leanza, Ordovician Trilobites of Argentina, Université du Kansas, 1er mai 1957, 276 p. (lire en ligne).